# Igor Smolnikov
Igor Aleksandrovitj Smolnikov (russisk: Игорь Александрович Смольников, tr. Igor Aleksandrovitj Smolnikov; født 8. august 1988 i Kamensk-Uralskij, Sovjetunionen), er en russisk fodboldspiller (højre back). Han spiller for FC Zenit i den russiske liga. Han har tidligere repræsenteret blandt andet Lokomotiv Moskva, FC Krasnodar og FC Rostov.

## Landshold
Smolnikov har (pr. juni 2018) spillet 27 kampe for Ruslands landshold, som han debuterede for 19. november 2013 i en venskabskamp mod Sydkorea. Han var en del af det russiske hold til EM 2016 i Frankrig, samt til Confederations Cup 2017 og VM 2018, begge på hjemmebane.